# Micrambe mediterranica
Micrambe mediterranica (лат.) — вид жуков рода Micrambe из семейства Скрытноеды (Cryptophagidae).

## Распространение
Средиземноморье: Греция, Иордания, Мальта.

## Описание
Мелкие жуки, длина тела 1,7—2,1 мм. Пронотум слабо поперечный; пронотальный выступ крупный (1/3 латеральной длины пронотума); латеральные края от выступа сходятся к основанию. Гениталии: эдеагус с округлой вершиной; эндофаллическое отверстие видимое; мембранозная препуциальная борозда; склеротизированные стержни; парамер гениталий с 1 или 2 вершинными волосками. Тарсальная формула 5-5-5 у самцов и 5-5-5 у самок.

## Систематика
Вид был впервые описан в 2001 году.